# كوجالنيك
نهر كوجالنيك هو نهر يجري في مولدوفا جنوب غرب أوكرانيا يبلغ طوله 183 كم. ينبع النهر من مرتفعات مقاطعة نيسبوريني في إقليم كودري غرب العاصمة كيشيناو. يعبر النهر مدن هينسشتاو وسيميشليا وباسارابيساكا، ثم إلى بودياك مجتازا أرتسيز، ثم إلى منخفضات بريشرنومورسكوي في مقاطعة أوديسا في أوكرانيا. يتدفق مع نهر ساراتا إلى بحيرة ساسيك الضحلة ومنها يصب في البحر الأسود.